# Seti 1.
Seti I (også kaldet Sethos I) var den anden farao i det 19. dynasti fra det gamle Egypten. Han var en søn af Ramses I og hans gemalinde Sitre. Seti var farao fra 1294 f.Kr. (da hans far døde) til 1279 f.Kr. Begravet i Kongernes Dal i graven betegnet KV17.
Seti I var far til Ramses II som blev en af de mest betydningsfulde faraoner, som har regeret i Egypten.
Setis sarkofag blev fundet af Giovanni Battista Belzoni, og den er i dag på Sir John Soane's Museum i London.